# Königlich marokkanische Streitkräfte
Die Königlich marokkanischen Streitkräfte (französisch Forces armées royales, arabisch القوات المسلحة الملكية المغربية, DMG al-Quwwāt al-musallaḥa al-malakīya al-maghribīya) sind die Streitkräfte des Königreichs Marokko. Der König Marokkos trägt den Titel Oberster Befehlshaber und Chef des Generalstabs der Königlichen Streitkräfte.

## Geschichte
Die marokkanischen Streitkräfte wurden am 14. Mai 1956 nach dem Ende des französischen Protektorats gegründet. Die Königlich Marokkanische Luftwaffe am 19. November 1956 und die Königliche Marokkanische Marine wurde im Jahr 1960 gegründet.
Marokkanische Soldaten dienten jedoch schon vor der Gründung der eigenen Armee bei den französischen Streitkräften. So kämpften sie auf französischer Seite im Ersten und im Zweiten Weltkrieg. Für ihre Hartnäckigkeit auf dem Schlachtfeld bekamen die marokkanischen Einheiten von der deutschen Wehrmacht den Beinamen Todesschwalben. Danach beteiligten sich marokkanische Soldaten auch im Ersten Indochinakrieg.
Als eigenständige Armee kämpften sie im Algerisch-Marokkanischen Grenzkrieg von 1963, anschließend auf den Golanhöhen im Jom-Kippur-Krieg 1973 und schlugen im Jahr 1977 gemeinsam mit den Armeen von Frankreich und Belgien den Katanga-Aufstand gegen die Regierung in Zaire nieder.
Sie sind ebenfalls in die Friedensmissionen der Vereinten Nationen in Somalia 1992 (United Nations Operation in Somalia I) und im Kosovo 1999 (UNMIK) eingetreten. Am 14. Juli 1999 veranstalteten die marokkanischen Streitkräfte auf Einladung des damaligen französischen Präsidenten, Jacques Chirac, als erste nicht-französische Armee seit 1939 eine Militärparade auf den Champs-Elysées.
Heute nehmen die Streitkräfte an weiteren Friedensmissionen teil (MINUSCA (763 Soldaten), MONUSCO (1.372 Angehörige), UNMISS (1 Soldat)).

## Struktur

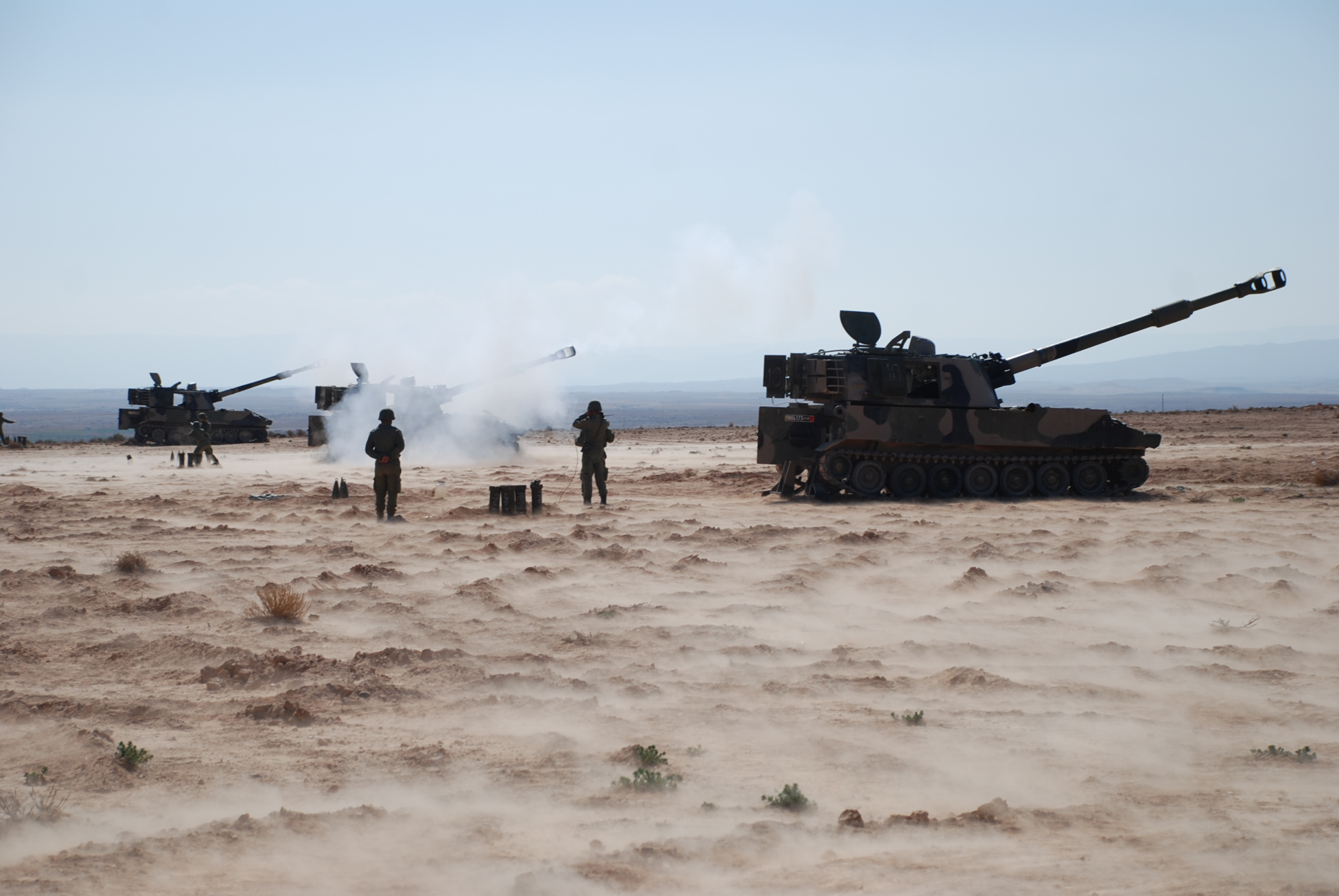
M109A5 Panzerhaubitze der 15th Royal Artillery Group

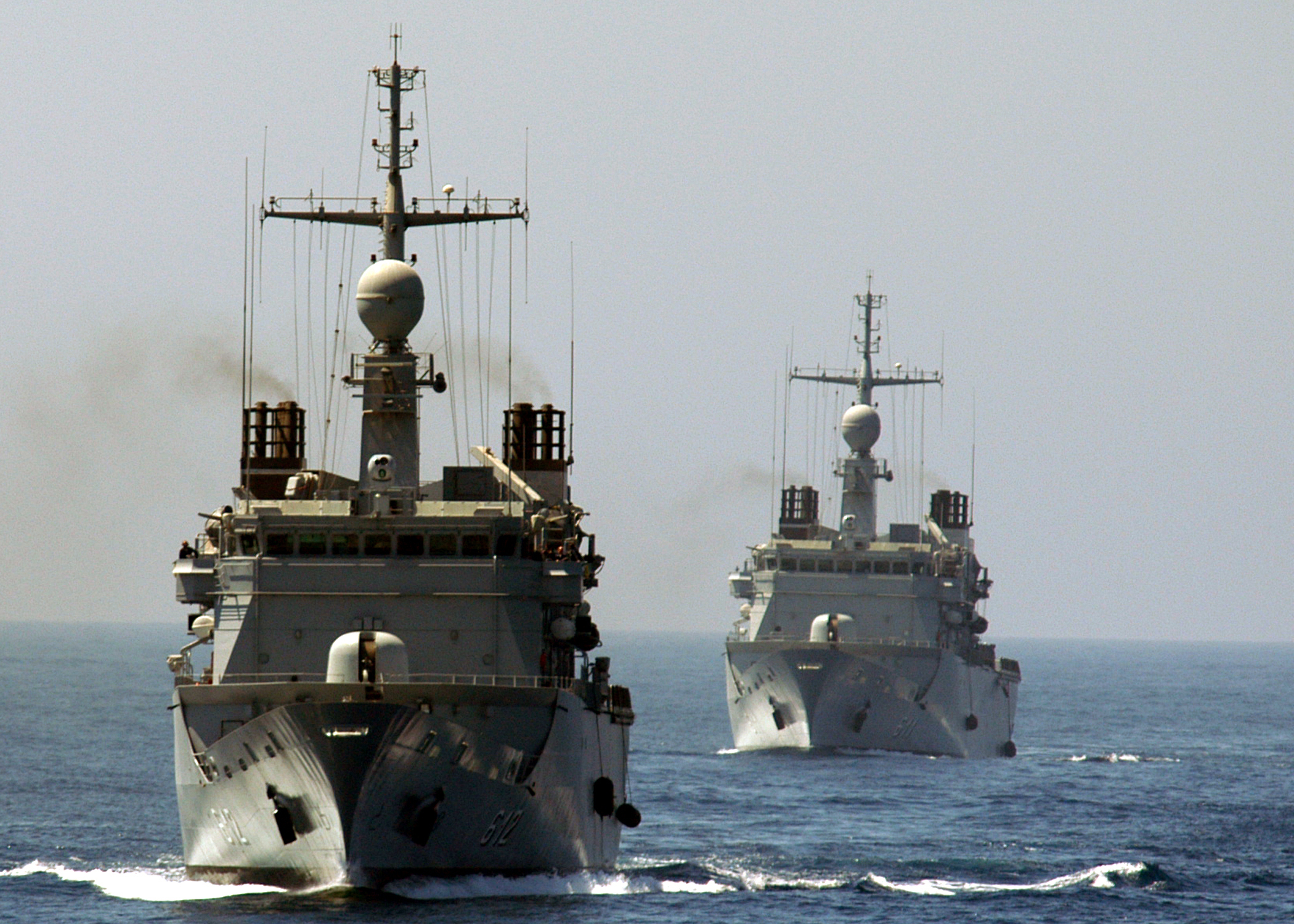
Die Fregatten Muhammed V (FFGHM 611) und Hassan II (FFGHM 612) der französischen Floréal-Klasse

Die Königlich marokkanischen Streitkräfte bestehen aus fünf Teilstreitkräften.
- dem Königlich marokkanischem Heer (173.500 Mann)
- der Königlich marokkanischen Luftwaffe (13.000 Mann)
- der Königlich marokkanischen Marine (7.800 Mann)
- der Königlichen Gendarmerie (20.000 Mann)
- der Königlich marokkanischen Garde (1.500 Mann)

Dies macht insgesamt 215.800 Soldaten, dazu kommen 150.000 Reservisten und 30.000 weitere Paramilitärs.

### Königlich marokkanisches Heer
Das Königlich marokkanische Heer (Armée royale) wurde nach der Unabhängigkeit 1956 vom damaligen König Mohammed V., Großvater des aktuellen Königs, Mohammed VI., gegründet.

### Königlich marokkanische Luftwaffe

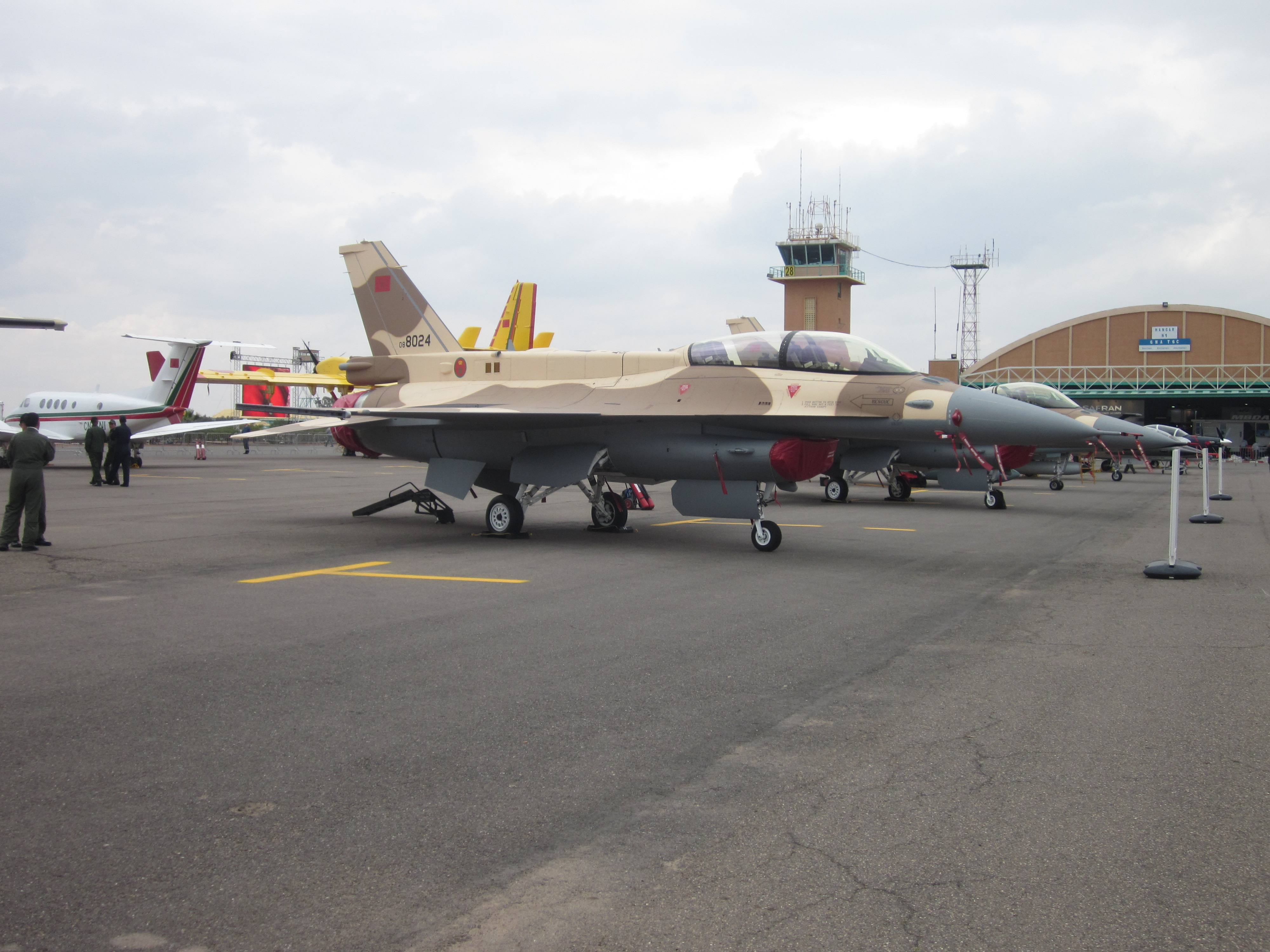
F-16D Block 52 der marokkanischen Luftstreitkräfte

Die Königlich marokkanische Luftwaffe wurde am 14. Mai 1956 gegründet. Sie verwendet vor allem die Modelle:
- Dassault Mirage F1
- General Dynamics F-16
- Dassault Mirage 2000
- Alenia C-27J
- Eurocopter Dauphin

### Königlich marokkanische Marine

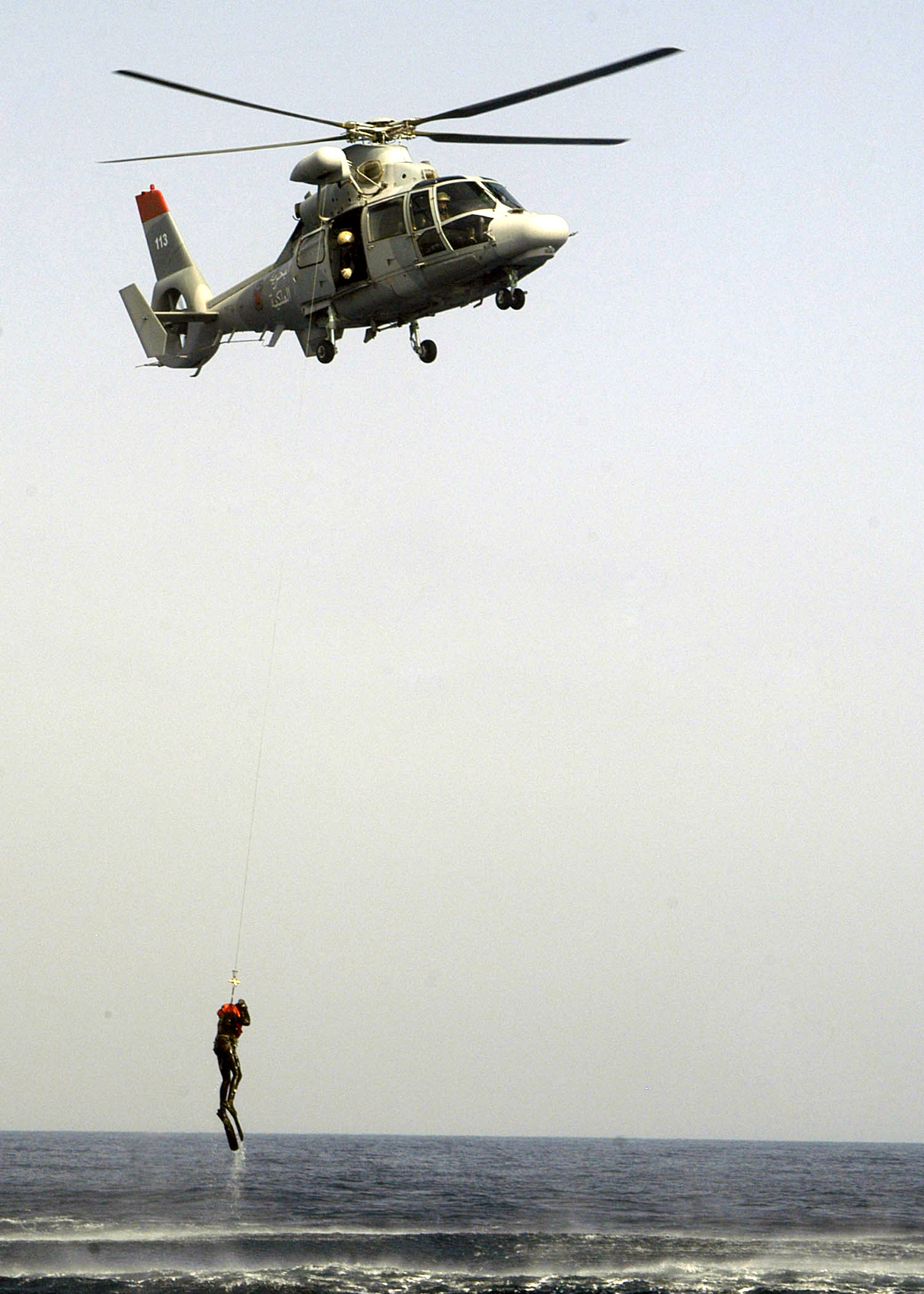
Ein marokkanischer Rettungsschwimmer der königlichen Marine wird von einem HH-65A Dolphin-Hubschrauber per Seilwinde aufgenommen

Die Königlich marokkanische Marine wurde am 1. April 1956 vom damaligen König Mohammed V. gegründet. Sie dient dazu, die Küsten Marokkos zu sichern (die Küstenwache ist Teil der Marine), die Sicherheit der Straße von Gibraltar zu gewährleisten sowie die Ausschließliche Wirtschaftszone Marokkos schützen.

### Königlich marokkanische Gendarmerie
Die Königlich marokkanische Gendarmerie wurde am 29. April 1957 gegründet und ersetzte damit die französische Gendarmerie Marokkos. Sie ist von der marokkanischen Polizei abgetrennt, hat jedoch ähnliche Aufgaben; darunter:
- Ausführen juristischer Anordnungen
- Beschützen ausländischer Einwohner (Siedler)
- Gewährleisten der öffentlichen Sicherheit
- Assistieren bei der Planung

Die Königlich marokkanische Gendarmerie besteht aus 5 Kompanien bzw. 103 Brigaden, die jeweils einem Gebiet in Marokko zugeordnet sind. Bei großen Nationalveranstaltungen, wie der Feier zur Thronfolge des aktuellen Königs, unterstützt die Gendarmerie die örtliche Polizei.

### Königlich marokkanische Garde
Die Königlich marokkanische Garde wurde im Jahr 1956 gegründet und ist als Militärkorps Teil der marokkanischen Streitkräfte. Sie dient dem Schutz des Königs und seiner Familie und tritt die Nachfolge der prestigeträchtigen, im Jahr 1088 gegründeten Schwarzen Garde an.

### Königlich marokkanische Spezialkräfte
Die Forces spéciales marocaines (FSM) sind die Elite- und Spezialeinheiten der marokkanischen Armee. Diese Einheiten sind den verschiedenen Teilstreitkräften zugeordnet.
Königlich marokkanische Armee:
- 2 Fallschirmjägerbrigaden der Infanterie (BIP)
- 2 Angriffsbataillone des Fallschirmjägerregiments
- 7 Kommandoeinheiten
- 1 Gebirgsjägerbataillon
- 1 Leichte Brigade der Sicherheit (BLS)
- GTI (Groupement Tactique d'Intervention motorisé/mecanisé) entlang des marokkanischen Walls stationiert.
- Le Camel Corps (motorisierte Einheiten in der Sahararegion)

Königlich marokkanische Garde:
- Kommandoeinheit der königlichen Garde

Königlich marokkanische Marine:
- 2 Bataillone der Marineinfanterie (Al Hoceima/Dakhla/Laayoune) + 1 Kompanie (Casablanca)

Königlich marokkanische Gendarmerie:
- GSIGR (Groupe de Securité et d'intervention de la Gendarmerie Royale)
- Fallschirmjägerstaffel der Gendarmerie
- Schnelle Eingreiftruppe (DGSN)

### Bekannte Einsätze
Ein bekannter Einsatz marokkanischer Spezialeinheiten ist der im Huthi-Konflikt. Das marokkanische Engagement wurde im Dezember 2009 bekannt. Es wurde geschätzt, dass hunderte von marokkanischen Elitetruppen, überwiegend Fallschirmjäger und Kommandoeinheiten, die für Aufstandsbekämpfungsoperationen trainiert wurden, in den Jemen geschickt wurden, um die jemenitisch-saudische Offensive gegen die Huthis zu unterstützen.

## Ausrüstung

### Bodenfahrzeuge
- 750 Kampfpanzer und Schützenpanzer
- 2000 gepanzerte Fahrzeuge
- 800 Artillerie-Geschütze
- 1200 ATGWs (Panzerabwehrlenkwaffe, Anti-Tank Guided Weapon)
- 300 Light-SAM
- 40 Medium-SAM

### Kürzliche Aufrüstungen
Seit 2008 rüsten die marokkanischen Streitkräfte merklich auf. Es wird Militärtechnik bewusst bei unterschiedlichen Ländern zugekauft, um Abhängigkeiten zu vermeiden.
- Luftstreitkräfte
  - 24× F-16 C/D Block 52+ (2,4 Mrd. US-Dollar)
  - 27× Modernisierung von Mirage F-1 zu Mirage 2000 (500 Mio. US-Dollar)
  - 1× Gulfstream G550 VIP
  - 4× Alenia Aeronautica C-27Js Spartan (130 Mio. Euro)
  - 3× Boeing CH-47 Chinook
  - 24× T-6C Texan II (185,3 Mio. US-Dollar)
  - 36× Hawk-21 (Flugabwehrrakete)
  - 8× Complex Radars Sentinel (verbesserte Radarsysteme für die Hawk-21)
  - Flugabwehrraketensystem 9K330 Tor
  - Flugabwehrraketensystem 96K6 Panzir
  - Flugabwehrraketensystem FD-2000B
  - Flugabwehrraketensystem Tianlong-50
- Marine
  - 1× FREMM-Fregatten (500 Mio. Euro)
  - 3× SIGMA-Fregatte
  - 5× OPV-70 von Raidco Marine
- Heer
  - 112× AIFV (AIFV-B-C25 und AIFV-B-.50)
  - 120× M-1151 gepanzerte & bewaffnete HMMWV
  - 18× MRLS-Langstrecken-Systeme AR-2 (PHL-03)
  - 200× M1A1-Kampfpanzer